# Yeşilköy, Yenice
Yeşilköy là một xã thuộc huyện Yenice, tỉnh Karabük, Thổ Nhĩ Kỳ. 